# Чкаловська сільська рада (Криворізький район)
Чка́ловська сільська́ ра́да — орган місцевого самоврядування у Криворізькому районі Дніпропетровської області. Адміністративний центр — село  Чкаловка.

## Загальні відомості
- Населення ради: 1 926 осіб (станом на 2001 рік)

## Населені пункти
Чкаловській сільській раді підпорядковані:
- с. Чкаловка
- с. Грузька Григорівка
- с. Дружба
- с. Інгулець
- с. Радіонівка

## Склад ради
Рада складається з 18 депутатів та голови.
- Голова ради: Обійдихата Анатолій Миколайович
- Секретар ради: Кандиба Світлана Ярославівна

### Керівний склад попередніх скликань
| Прізвище, ім'я, по батькові     | Основні відомості                                                                                   | Дата обрання | Дата звільнення |
| ------------------------------- | --------------------------------------------------------------------------------------------------- | ------------ | --------------- |
| Обійдихата Анатолій Миколайович | Сільський голова, 1968 року народження, освіта середня загальна, член Соціалістичної партії України | 26.03.2006   | 31.10.2010      |
| Обійдихата Анатолій Миколайович | Сільський голова, 1968 року народження, освіта середня загальна, член Партії регіонів               | 31.10.2010   |                 |

Примітка: таблиця складена за даними сайту Верховної Ради України

### Депутати
За результатами місцевих виборів 2010 року депутатами ради стали:

#### За суб'єктами висування
| Суб'єкт висування | Кількість обраних депутатів | %    |
| ----------------- | --------------------------- | ---- |
| Партія регіонів   | 14                          | 77,8 |
| Самовисування     | 4                           | 22,2 |

#### За округами
| № округу        | Прізвище, ім'я, по батькові         | Дата визнання обраним | Освіта             | Партійна приналежність | Відомості про обраного депутата                                |
| --------------- | ----------------------------------- | --------------------- | ------------------ | ---------------------- | -------------------------------------------------------------- |
| Партія регіонів |                                     |                       |                    |                        |                                                                |
| 1               | Косяк Світлана Олександрівна        | 02.11.2010            | вища               | член Партії регіонів   | ТОВ "АФ"Родина", бригадир                                      |
| 2               | Голяк Світлана Володимирівна        | 10.01.2011            | середня            | член Партії регіонів   | Чкаловська сільська рада, начальник ВОС                        |
| 3               | Кандиба Світлана Ярославівна        | 02.11.2010            | вища               | член Партії регіонів   | Чкаловська сільська рада, секретар                             |
| 4               | Улько Валентина Григорівна          | 02.11.2010            | середня спеціальна | член Партії регіонів   | тимчасово не працює                                            |
| 5               | Кучеренко Тамара Василівна          | 02.11.2010            | середня спеціальна | член Партії регіонів   | Чкаловська сільська рада, землевпорядник                       |
| 6               | Корягіна Ольга Дем'янівна           | 02.11.2010            | середня спеціальна | член Партії регіонів   | районна ветлікарня, ветлікар                                   |
| 7               | Чернов Ростислав Геннадійович       | 02.11.2010            | середня спеціальна | член Партії регіонів   | ТОВ "АФ"Родина", водій                                         |
| 10              | Пітерцев Леонід Володимирович       | 02.11.2010            | вища               | член Партії регіонів   | сільськогосподарський виробничий кооператив «Інгулець», голова |
| 11              | Скороход Віктор Миколайович         | 02.11.2010            | вища               | член Партії регіонів   | ТОВ "АФ"Родина", інженер-механік                               |
| 12              | Негода Тетяна Петрівна              | 02.11.2010            | вища               | член Партії регіонів   | ТОВ "АФ"Родина", зоотехнік                                     |
| 15              | Павліченко Микола Іванович          | 02.11.2010            | середня спеціальна | член Партії регіонів   | ТОВ "АФ"Родина", завідувач пилорами                            |
| 16              | Тонконоженко Олександр Миколайович  | 02.11.2010            | середня            | член Партії регіонів   | тимчасово не працює                                            |
| 17              | Філоненко Наталія Вікторівна        | 02.11.2010            | середня спеціальна | член Партії регіонів   | фельдшерсько-акушерський пункт с. Дружба, фельдшер             |
| 18              | Маєвський Анатолій Леонідович       | 02.11.2010            | середня            | член Партії регіонів   | ТОВ "АФ"Родина", бригадир                                      |
| Самовисування   |                                     |                       |                    |                        |                                                                |
| 8               | Васильченко Олександр Олександрович | 02.11.2010            | вища               | член Партії регіонів   | ТОВ "АФ"Родина", головний економіст                            |
| 9               | Негода Микола Ігорович              | 02.11.2010            | вища               | позапартійний          | ТОВ "АФ"Родина", агроном                                       |
| 13              | Німчук Василь Михайлович            | 02.11.2010            | середня            | позапартійний          | тимчасово не працює                                            |
| 14              | Ремінський Володимир Васильович     | 02.11.2010            | середня спеціальна | позапартійний          | пенсіонер                                                      |